# Mazda CX-60
Mazda CX-60 — позашляховик середнього розміру, який виробляється японським виробником автомобілів Mazda з 2022 року.

## Опис

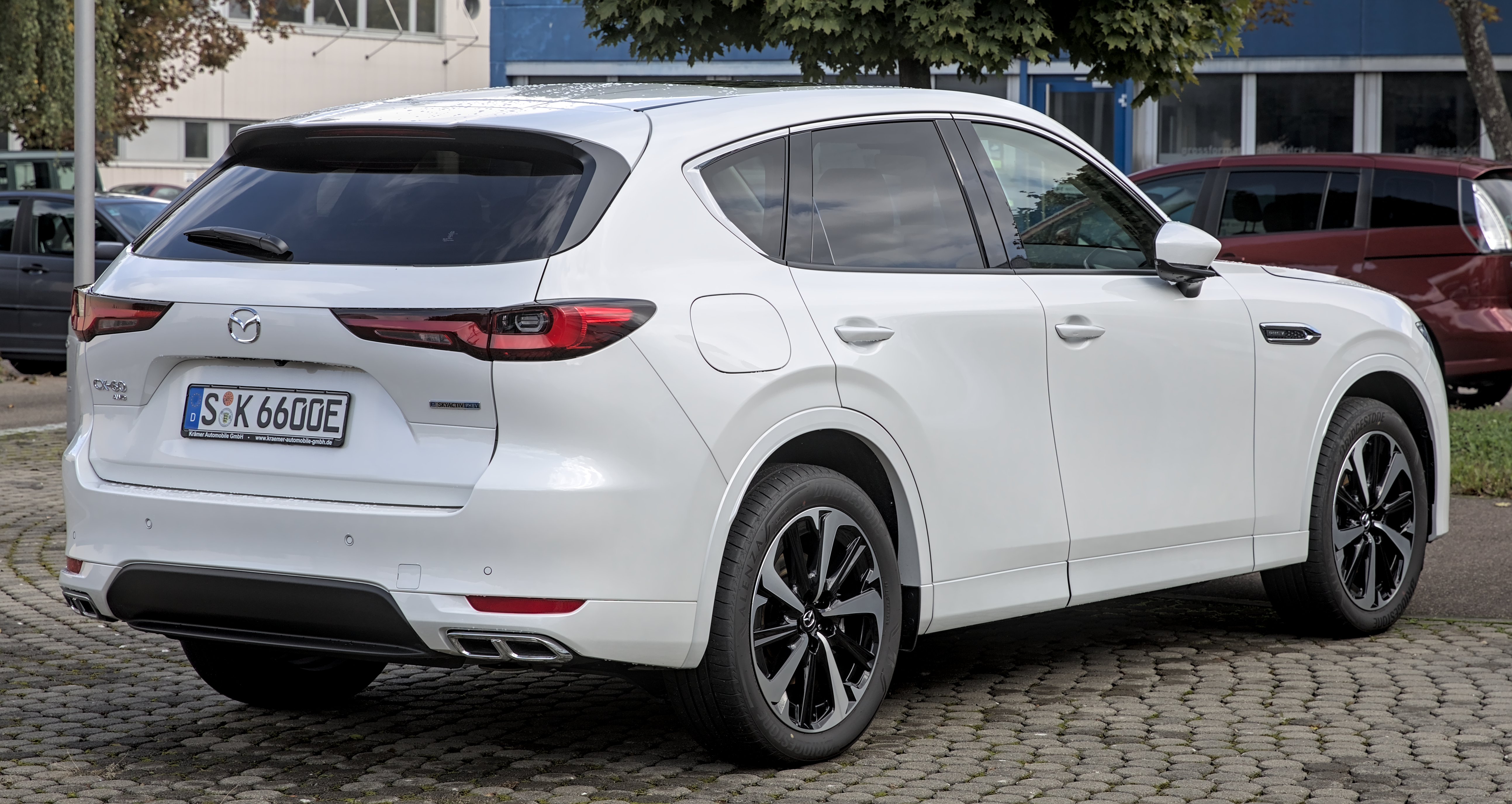
Mazda CX-60 PHEV

Це перший автомобіль, у якому використовується задньо- та повнопривідна архітектура Skyactiv Multi-Solution Scalable Architecture з поздовжнім розташуванням двигуна, яка включає лінійку шестициліндрових рядних двигунів. Це також перший автомобіль Mazda, який має гібридну опцію.
Повноприводна версія отримала систему повного приводу i-ACTIV AWD.

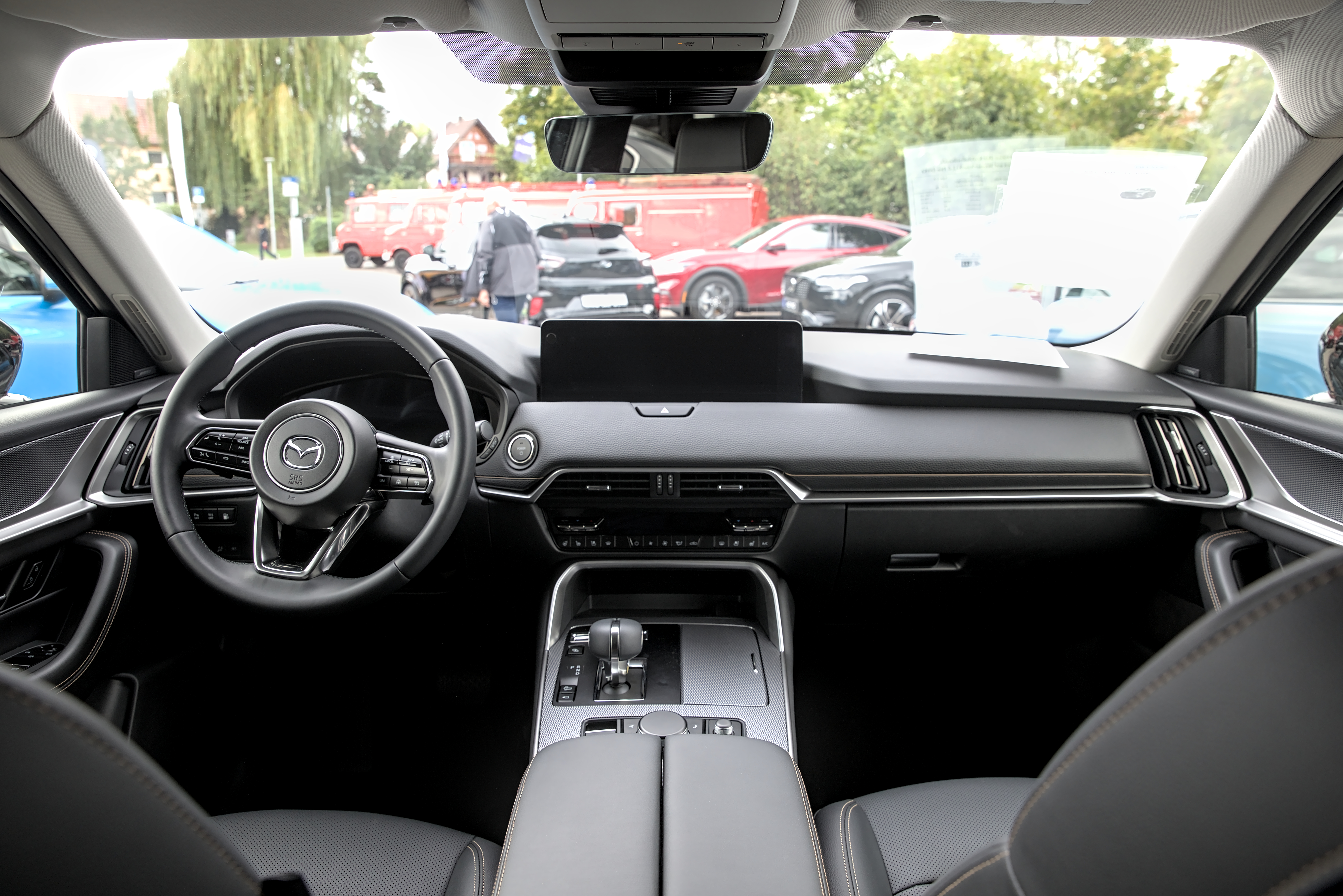

CX-60 продається в Європі, Японії, Австралії та кількох інших ринках, тоді як ринок Північної Америки отримає ширший CX-70. За розмірами він більший за CX-5 і менший за CX-9. За розмірами він порівнянний з CX-50 і ширший, але коротший за довжиною, ніж CX-8.

## Двигуни
Бензинові:
- 2.5 L Skyactiv-G PY-VPS I4 188 к.с.
- 3.0 L e-Skyactiv X I6 (mild hybrid)
- 3.3 L Skyactiv-G turbo I6
- 3.3 L e-Skyactiv G turbo I6 284 к.с. (mild hybrid)

Plug-in hybrid:
- 2.5 L e-Skyactiv-G PHEV I4 327 к.с.

Дизельні:
- 3.3 L Skyactiv-D T3-VPTS turbo I6 231 к.с.
- 3.3 L e-Skyactiv D T3-VPTS turbo I6 200 к.с. (mild hybrid)
- 3.3 L e-Skyactiv D T3-VPTS turbo I6 254 к.с. (mild hybrid)

## Продажі
| рік  | Європа |
| ---- | ------ |
| 2022 | 12,170 |
| 2023 |        |